# Manufacture des tabacs de Strasbourg
La Manufacture des tabacs de Strasbourg, construite entre 1849-1852, est une ancienne manufacture des tabacs située 7, rue de la Krutenau à Strasbourg. Une façade latérale donne sur la rue Calvin.

## Histoire

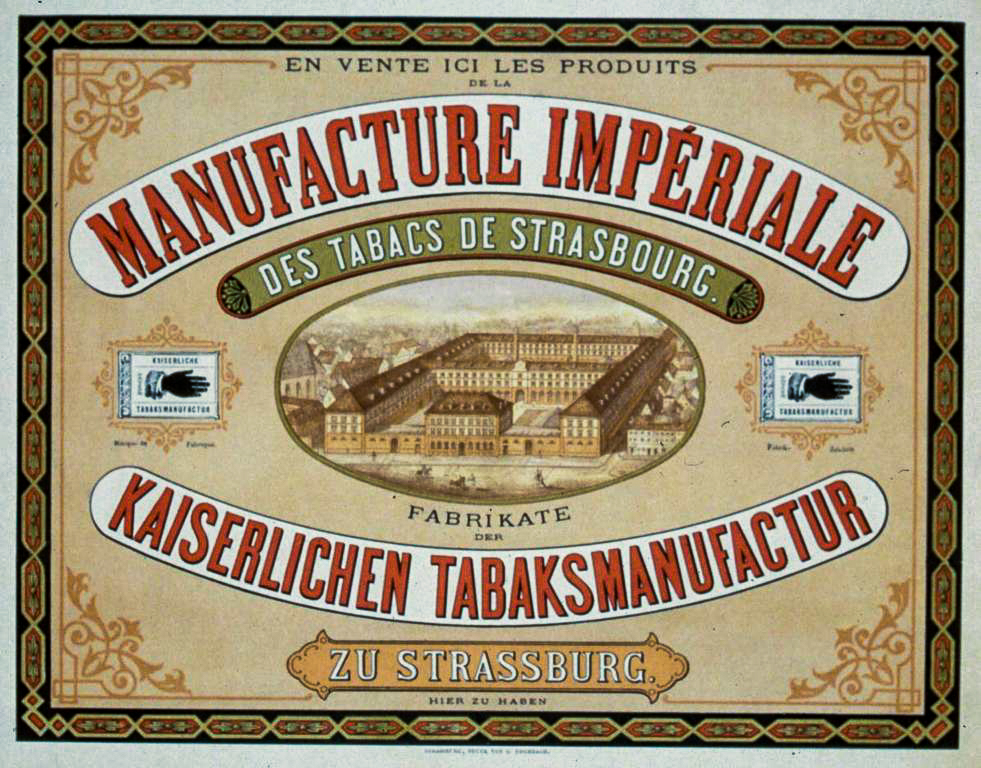
Affiche de la manufacture impériale des tabacs de Strasbourg, XIXe s.

La manufacture des tabacs de Strasbourg est représentative du modèle de manufactures dit « Eugène Rolland » adopté dans toute la France de 1849 à 1902.
Eugène Rolland élabore un plan type pour les manufactures des tabacs, dont le prototype fut réalisé à Strasbourg. Ses principales caractéristiques sont une mécanisation accrue des activités – torréfaction, râpage mécanique –, dont les ateliers sont organisés sur cours et autour des chaufferies, dans une architecture solennelle, propre à marquer le rang d’établissement d’État. Rolland y réalise sa première invention, un torréfacteur à tabac. Les machines qu’il conçoit contribuent à placer la technique industrielle française des tabacs au premier rang mondial. 
La manufacture est détruite par des bombardements en 1870 et 1918 et reconstruite à l’identique, et gravement endommagée lors du bombardement de Strasbourg par l’aviation alliée en septembre 1944.
Depuis 1945, elle produisait exclusivement des cigares, près de 50 % de la production de cigares français.
Devenue propriété, en 1999, du groupe Altadis, né de la fusion de la Société d'exploitation industrielle des tabacs et des allumettes  (Seita) et de la société espagnole Tabacalera, la manufacture est rachetée en 2007 par Imperial Tobacco puis fermée l’année suivante. À sa fermeture elle employait 227 salariés.
L'édifice est inscrit aux monuments historiques depuis 2016.
Des projets destinés à la réutilisation des bâtiments envisagent notamment l'installation de restaurants, de startup, d'une auberge de jeunesse nouvelle génération et de l’université,.